# 松田優作全集
『松田優作全集』（まつだゆうさくぜんしゅう）は、松田優作の妻である松田美由紀が1999年1月30日に出版したアートディレクション作品。

## 概要
1460日間、約4年の歳月をかけて松田美由紀が発掘したさまざまな媒体の資料を集約し、監修した初のアートディレクション作品である。松田優作直筆の演技プランが記入された台本、詳細があまり知られていなかった舞台活動、幼年期のプライベート写真を含む松田優作の生前の未公開資料が収録された。2003年11月の3,000部限定発売を経て、2005年11月の復刊時には、松田美由紀の戯曲などを新たに収録し発刊された。

## 作品情報
- 『松田優作全集』幻冬舎、2005年11月。ISBN 978-4344010628
- 『限定版 松田美由紀完全プロデュース「松田優作全集」』扶桑社、2003年11月28日。ISBN 978-4594042660